# Guldfågeln (företag)
Guldfågeln Aktiebolag är ett familjeföretag som ägs av familjen Jan Håkansson och tillhör Blentagruppen som ligger i Skåne. Där ingår även Ingelsta Kalkon och Lantfågel. Företaget grundades 1975 och har produktion i Mörbylånga och Falkenberg och totalt har de 507 anställda som arbetar med att producera Guldfågelns kycklingprodukter. Guldfågeln omsätter cirka 1,45 miljarder kronor.
Guldfågeln tillhör branschorganisationen Svensk Fågel, vilket innebär att kycklingarna är kläckta, uppfödda, slaktade och förädlade i Sverige.

## Kontroverser och utmärkelser
År 2017 förbjöds Guldfågeln sälja 52 ton chicken nuggets eftersom de använt sig av kycklingkött med sjuklig vävnad som Livsmedelsverket dömt ut som otjänligt som livsmedel.
År 2019 uppmärksammades det att kycklingar vid minst fyra tillfällen året innan skållats i hett vatten på Guldfågelns kycklingslakteri på Öland. Liknande problem uppdagades kort därpå även på företagets slakteri i Falkenberg. Organisationen Djurens Rätt anmälde samma år Guldfågeln för brott mot djurskyddslagen med motiveringen att deras hantering av kycklingar bryter mot djurskyddslagen, djurskyddsförordningen samt Jordbruksverkets föreskrifter och allmänna råd om transport av levande djur. Utredningen lades ned. Kammaråklagaren Kjell Jannesson ansåg visserligen att enskilda djur farit illa men samtidigt att verksamheten inte brutit mot lagstiftningen.
I september 2023 utsågs Guldfågeln till årets leverantör av Axfood. I motiveringen angavs bland annat nya smakupplevelser och innovativa lösningar som förenklar kundens vardag samt låga CO2-utsläpp med god svensk djuromsorg.